# Euceratia
Euceratia é um gênero de mariposa pertencente à família Acrolepiidae.